# Libro di Giarom
Il Libro di Giarom, di un solo capitolo, è la quinta suddivisione principale, o libro, del Libro di Mormon fu scritto da Giarom, figlio di Enos. In inglese: The book of Jarom, convenzionalmente abbreviato con Giarom e "Giar..

## Narrazione
Vi viene narrata della prospera vita dei Nefiti,  e la difficoltà incontrata dai profeti nell'insegnare loro l'osservanza dei comandamenti divini.